# Elmenteita Badlands
Les Badies d'Elementeita, també conegudes com el bosc d'Otutu, bosc d'Ututu o elementeita badlands, són un flux de lava a Kenya que cobreix aproximadament 36 quilometres quadrats (9,000 acres). La zona anteriorment estava coberta per un sequeral caracteritzat per arbres de cedre (Juniperus spp.) i arbusts de Leleshwa (Tarchonanthus camphoratus). A més, també es troben Wild Jasmine i Boophone.
El terreny era propietat de Njenga Karume, que el va comprar a Arthur Cole el 1980. Cole l'havia comprat a Digby Tatham-Warter (famós pel seu paper a la batalla d'Arnhem) el 1968, com a terres de pastura de baix potencial. La terra no és apta per al cultiu a petita escala ni per a la ramaderia, ja que està coberta per un matoll espès que prové de la profusió de còdols de lava. Ara és propietat del Njenga Karume Trust.

## Geografia
El terreny està marcat per cons piroclàstics d'època holocena. El cim més alt té una altitud de 2126 metres. Es troba entre el llac Elmenteita i el volcà Ol Doinyo Eburru, al límit sud de la Soysambu Conservancy. Alguns dels cims més destacats inclouen el "cràter Horseshoe" i el "Scout Hat Hill". Hi ha alguns tubs de lava que mostren evidències de l'ocupació prehistòrica, ja que la gent local va recuperar plaques de moldre i bols de pedra en excavacions rudimentàries. Aquestes coves han estat ocupades per alguns dels refugiats de la violència postelectoral de 2008 a Kenya.

## Gent a les Badies d'Elmenteita
La zona es va veure molt degradada a partir dels anys vuitanta, sent un amagatall per a persones desafectades i desautoritzades que han recorregut a la crema de carbó, a la caça furtiva i a la fabricació de cangues. S'ha construït un centre comercial a l'angle nord-est conegut com a “Soko Mjinga” (Mercat d'enganys), que és el lloc on es poden negociar aquests articles.
Les condicions de vida al bosc Otutu han donat lloc a un brot de leishmaniosi, que es transmet pels mosquits i Hyrax de roca, que són nombrosos allà. Les úniques fonts d'aigua provenen d'unes petites obertures de vapor situades al costat de l'antiga línia de ferrocarril al llarg del límit oriental del bosc (actualment una carretera), que discorria entre Elmenteita i Gilgil abans que es reassignés el 1945. L'estació d'Eburru (avui desapareguda) es troba a la vora de l'Otutu i destaca pels condensadors de vapor fets amb bidons d'oli i xapes de ferro ondulat que els residents construeixen per a la seva font d'aigua.
Actualment, es troba en construcció un allotjament turístic de luxe, anomenat Mawe Mbili Lodge, al límit occidental del bosc, als vessants del "Scout Hat Hill", anomenat així perquè la forma s'assembla al barret de Baden Powell. Està previst que obri el març del 2009. El subministrament d'aigua prové de l'aigua de pluja capturada per làmines de plàstic i d'un forat alcalí i profund que proporciona aigua a més de 50 graus centígrads i un pH de prop de 8.

## Galeria
|  |  |  |